# Ефимов, Вадим Александрович
Вади́м Алекса́ндрович Ефи́мов (1923—2000) — полковник Советской Армии, участник Великой Отечественной войны, Герой Советского Союза (1945).

## Биография
Вадим Ефимов родился 20 июля 1923 года в городе Борисоглебске (ныне — Воронежская область). С 1930 года вместе с семьёй проживал в Тамбове, где окончил десять классов средней школы № 6. В июне 1942 года Ефимов был призван на службу в Рабоче-крестьянскую Красную Армию. В 1943 году он окончил военно-инженерное училище. С ноября того же года — на фронтах Великой Отечественной войны. Принимал участие в боях на Западном, 3-м и 2-м Белорусских фронтах. Был ранен. Участвовал в Белорусской операции, Млавско-Эльбингской и Восточно-Померанской операциях. К марту 1945 года лейтенант Вадим Ефимов командовал взводом 12-го отдельного штурмового инженерно-сапёрного батальона 3-й штурмовой инженерно-сапёрной бригады 49-й армии 2-го Белорусского фронта. Отличился во время освобождения Польши.
28 марта 1945 года Ефимов со своим взводом занял северо-восточную окраину Данцига (ныне — Гданьск, Польши), очистил от противника семь кварталов и вышел к берегу Мёртвой Вислы. Переправившись через неё на остров, взвод захватил вражеский дот, уничтожив 14 и взяв в плен ещё 30 солдат и офицеров противника.
Указом Президиума Верховного Совета СССР от 29 июня 1945 года за «образцовое выполнение боевых заданий командования на фронте борьбы с немецкими захватчиками и проявленные при этом мужество и героизм» лейтенант Вадим Ефимов был удостоен высокого звания Героя Советского Союза с вручением ордена Ленина и медали «Золотая Звезда» за номером 5558.
В 1947 году Ефимов окончил Московскую высшую офицерскую инженерно-минную школу, после чего служил в специализированном минно-техническом подразделении в Москве. В 1956 году окончил Военно-инженерную академию, после чего преподавал в Московском военном инженерном училище. В 1976 году в звании полковника Ефимов был уволен в запас. Проживал в Москве, работал старшим научным сотрудником научно-исследовательского института. Скончался 17 января 2000 года, похоронен на Хованском кладбище Москвы.
Кандидат технических наук, доцент. Был также награждён орденом Отечественной войны 1-й степени, тремя орденами Красной Звезды, рядом медалей.